# Họ Mộc hương nam
Họ Mộc hương nam (danh pháp khoa học: Aristolochiaceae), là một họ thực vật có hoa với 7-9 chi và khoảng 580-600 loài, theo các phân loại mới nhất thì thuộc về bộ Hồ tiêu (Piperales). Chi điển hình của họ này là Aristolochia (L.). Trong một số tài liệu về thực vật học tại Việt Nam, người ta gọi họ này là họ Mộc hương, nhưng điều này dễ gây nhầm lẫn với mộc hương bắc là Saussurea lappa thuộc họ Cúc (Asteraceae).
Các loài cây trong họ này chủ yếu là cây thân thảo, cây bụi, dây leo hay dây leo thân gỗ nhỏ sống lâu năm.
Các lá màng, đơn, hình tim và bản rộng, mọc xen kẽ dọc theo thân trên các cuống lá. Các mép lá nói chung trơn nhẵn. Không có các lá kèm.
Các hoa kỳ dị có kích thước từ trung bình tới lớn, phát triển trên các nách lá. Chúng là song song hay đối xứng tâm.
Nhiều loài trong các chi Aristolochia và một số trong chi Asarum chứa axít aristolochic độc hại, là chất ngăn cản các loại động vật ăn lá của chúng, người ta cũng biết rằng nó còn là chất gây ung thư ở chuột. Aristolochia tự nó là chất gây ung thư ở người.

## Phân loại
Họ Aristolochiaceae là một nhóm thực vật hai lá mầm cơ sở (thực vật hai lá mầm cổ). Nó có quan hệ họ hàng gần với các bộ Magnoliales, Laurales, Canellales và Piperales, chúng tạo thành một nhánh đơn ngành gọi là phức hợp Mộc lan (Magnoliids).
Một số hệ thống phân loại mới nhất, chẳng hạn như bản cập nhật của APG, đã đưa họ Aristolochiaceae vào trong bộ Piperales, nhưng việc đưa họ này vào trong bộ riêng của chính nó là bộ Mộc hương nam (Aristochiales) vẫn còn khá phổ biến, mặc dù điều này đã lỗi thời.
Theo Hệ thống APG IV năm 2016 thì các họ Hydnoraceae và Lactoridaceae (Lactoris) được gộp trong họ Aristolochiaceae, do việc tách riêng 2 họ đó làm cho Aristolochiaceae theo nghĩa truyền thống trở thành cận ngành.

## Các chi
Khi hiểu theo nghĩa rộng thì họ bao gồm 4 nhánh với các chi như sau:
- Phân họ Asaroideae O. C. Schmidt: 2 chi, 101 loài.
  - Asarum (gồm cả Heterotropa, Hexastylis): tế tân.
  - Saruma: 1 loài mã đề hương.
- Lactoris: 1 chi, 1 loài (Lactoris fernandeziana).
- Phân họ Hydnoroideae Walpers: 2 chi, 7 loài.
  - Hydnora
  - Prosopanche
- Phân họ Aristolochioideae Link: 2-5 chi, 480 loài.
  - Aristolochia (gồm cả Dasyphonion, Endodeca, Euglypha, Holostylis, Hocquartia, Isiphia, Isotrema, Niphus, Pistolochia, Psophiza, Pteriphis, Siphisia): Mộc hương nam, tầm cốt phong, nhạc ngựa, sơn dịch, phòng kỷ v.v.
  - Pararistolochia
  - Thottea (gồm cả Apama, Asiphonia, Bragantia, Ceramium, Cyclodiscus, Lobbia, Strakaea, Trimeriza)

## Phát sinh chủng loài
Bốn tổ hợp có thể phân biệt trong biểu đồ cấp độ chi của Aristolochiaceae:
- Aristolochia có quan hệ họ hàng gần với Thottea.
- Hydnora có quan hệ họ hàng gần với Prosopanche.
- Lactoris chiếm vị trí cô lập.
- Asarum có quan hệ họ hàng gần với Saruma, và cả hai chi thể hiện một vị trí phân nhánh sâu trong họ.

|  | Asarum L., 1753     |
|  |                     |
|  | Saruma Oliver, 1889 |
|  |                     |

|  | Hydnora Thunberg, 1775    |
|  |                           |
|  | Prosopanche de Bary, 1868 |
|  |                           |

|  | Aristolochia L., 1753   |
|  |                         |
|  | Thottea Rottboell, 1783 |
|  |                         |

|  | Hydnora Thunberg, 1775    |
|  |                           |
|  | Prosopanche de Bary, 1868 |
|  |                           |

|  | Aristolochia L., 1753   |
|  |                         |
|  | Thottea Rottboell, 1783 |
|  |                         |

|  | Hydnora Thunberg, 1775    |
|  |                           |
|  | Prosopanche de Bary, 1868 |
|  |                           |

|  | Aristolochia L., 1753   |
|  |                         |
|  | Thottea Rottboell, 1783 |
|  |                         |

|  | Hydnora Thunberg, 1775    |
|  |                           |
|  | Prosopanche de Bary, 1868 |
|  |                           |

|  | Aristolochia L., 1753   |
|  |                         |
|  | Thottea Rottboell, 1783 |
|  |                         |

|  | Asarum L., 1753     |
|  |                     |
|  | Saruma Oliver, 1889 |
|  |                     |

|  | Hydnora Thunberg, 1775    |
|  |                           |
|  | Prosopanche de Bary, 1868 |
|  |                           |

|  | Aristolochia L., 1753   |
|  |                         |
|  | Thottea Rottboell, 1783 |
|  |                         |

|  | Hydnora Thunberg, 1775    |
|  |                           |
|  | Prosopanche de Bary, 1868 |
|  |                           |

|  | Aristolochia L., 1753   |
|  |                         |
|  | Thottea Rottboell, 1783 |
|  |                         |

|  | Hydnora Thunberg, 1775    |
|  |                           |
|  | Prosopanche de Bary, 1868 |
|  |                           |

|  | Aristolochia L., 1753   |
|  |                         |
|  | Thottea Rottboell, 1783 |
|  |                         |

|  | Hydnora Thunberg, 1775    |
|  |                           |
|  | Prosopanche de Bary, 1868 |
|  |                           |

|  | Aristolochia L., 1753   |
|  |                         |
|  | Thottea Rottboell, 1783 |
|  |                         |

|  | Asarum L., 1753     |
|  |                     |
|  | Saruma Oliver, 1889 |
|  |                     |

|  | Hydnora Thunberg, 1775    |
|  |                           |
|  | Prosopanche de Bary, 1868 |
|  |                           |

|  | Aristolochia L., 1753   |
|  |                         |
|  | Thottea Rottboell, 1783 |
|  |                         |

|  | Hydnora Thunberg, 1775    |
|  |                           |
|  | Prosopanche de Bary, 1868 |
|  |                           |

|  | Aristolochia L., 1753   |
|  |                         |
|  | Thottea Rottboell, 1783 |
|  |                         |

|  | Hydnora Thunberg, 1775    |
|  |                           |
|  | Prosopanche de Bary, 1868 |
|  |                           |

|  | Aristolochia L., 1753   |
|  |                         |
|  | Thottea Rottboell, 1783 |
|  |                         |

|  | Hydnora Thunberg, 1775    |
|  |                           |
|  | Prosopanche de Bary, 1868 |
|  |                           |

|  | Aristolochia L., 1753   |
|  |                         |
|  | Thottea Rottboell, 1783 |
|  |                         |

|  | Asarum L., 1753     |
|  |                     |
|  | Saruma Oliver, 1889 |
|  |                     |

|  | Hydnora Thunberg, 1775    |
|  |                           |
|  | Prosopanche de Bary, 1868 |
|  |                           |

|  | Aristolochia L., 1753   |
|  |                         |
|  | Thottea Rottboell, 1783 |
|  |                         |

|  | Hydnora Thunberg, 1775    |
|  |                           |
|  | Prosopanche de Bary, 1868 |
|  |                           |

|  | Aristolochia L., 1753   |
|  |                         |
|  | Thottea Rottboell, 1783 |
|  |                         |

|  | Hydnora Thunberg, 1775    |
|  |                           |
|  | Prosopanche de Bary, 1868 |
|  |                           |

|  | Aristolochia L., 1753   |
|  |                         |
|  | Thottea Rottboell, 1783 |
|  |                         |

|  | Hydnora Thunberg, 1775    |
|  |                           |
|  | Prosopanche de Bary, 1868 |
|  |                           |

|  | Aristolochia L., 1753   |
|  |                         |
|  | Thottea Rottboell, 1783 |
|  |                         |